# Jack Hills
De Jack Hills (Engels voor "heuvels van Jack") is een 80 kilometer lange bergketen in West-Australië. In de Jack Hills is het oudste materiaal van Aardse oorsprong gevonden: een zirkoonkristalletje van minder dan 1 millimeter groot, gedateerd op 4,4 Ga (4,4 miljard jaar) oud.